# Hesydrus aurantius
Hesydrus aurantius is een spinnensoort in de taxonomische indeling van de Trechaleidae.
Het dier behoort tot het geslacht Hesydrus. De wetenschappelijke naam van de soort werd voor het eerst geldig gepubliceerd in 1942 door Cândido Firmino de Mello-Leitão.